# Dolina Rzeki Wałszy
Dolina Rzeki Wałszy – krajobrazowy rezerwat przyrody o powierzchni 205,74 ha położony w województwie warmińsko-mazurskim, w gminie Pieniężno. Został ustanowiony w 1957 roku, a celem ochrony jest zachowanie walorów krajobrazowych przełomowego odcinka doliny rzeki Wałszy porośniętej typowo wykształconymi zbiorowiskami grądowymi i łęgowymi. Rezerwat objęty jest ochroną czynną i krajobrazową.
Do atrakcji turystycznych rezerwatu należy zwłaszcza krajobraz morenowy z głęboko wciętą doliną rzeczną. Z rzadziej spotykanych i chronionych gatunków roślin występują w nim: widłak jałowcowaty, buławnik czerwony, wawrzynek wilczełyko, podkolan biały, a do ciekawych przedstawicieli miejscowej fauny należy największy w Polsce przedstawiciel ryjkowcowatych – rozpucz lepiężnikowiec.